# دست نخورده (ترانه)
«دست نخورده» (به انگلیسی: Untouched) ترانه‌ای از گروهٔ دونفرهٔ استرالیایی ورونیکاس می‌باشد که در دومین آلبوم استودیویی آن‌ها تحت عنوان کمکم کن (۲۰۰۷) قرار دارد.